# Terra de Celanova
Die Comarca Terra de Celanova (spanisch Tierra de Celanova) ist eine der zwölf Comarcas der spanischen Provinz Ourense in der Autonomen Gemeinschaft Galicien.

## Lage
Das Gebiet der Comarca liegt im Westen der Provinz Ourense und grenzt dort an Portugal, an folgende Provinz Galiciens und an Comarcas innerhalb der Provinz Ourense:
| O Ribero           |                                             | Ourense        |
| Provinz Pontevedra | Kompassrose, die auf Nachbargemeinden zeigt | Allariz-Maceda |
| Portugal           | Baixa Limia                                 | A Limia        |

## Gliederung
Die Comarca umfasst zehn Gemeinden (spanisch Municipios; galicisch Concello) mit einer Fläche von 508,86 km², was 7 % der Fläche der Provinz Ourense und 1,72 % der Fläche Galiciens entspricht.
| Gemeinde                  | Einwohner (2024) | Fläche km² | Dichte Einw./km² | Cod INE | Postleitzahl              |
| ------------------------- | ---------------- | ---------- | ---------------- | ------- | ------------------------- |
| A Bola                    | 1.091            | 34,90      | 31               | 32014   | 32812                     |
| Cartelle                  | 2.500            | 94,29      | 27               | 32020   | 32824                     |
| Celanova                  | 5.727            | 67,31      | 85               | 32024   | 32800                     |
| Gomesende                 | 664              | 28,32      | 23               | 32033   | 32212                     |
| A Merca                   | 1.916            | 50,99      | 38               | 32047   | 32830                     |
| Padrenda                  | 1.534            | 57,04      | 27               | 32056   | 32220, 32226–32229, 32236 |
| Pontedeva                 | 458              | 9,86       | 46               | 32064   | 32235                     |
| Quintela de Leirado       | 594              | 31,26      | 19               | 32066   | 32814                     |
| Ramirás                   | 1.508            | 40,66      | 37               | 32068   | 32430                     |
| Verea                     | 955              | 94,23      | 10               | 32084   | 32813                     |
| Comarca Terra de Celanova | 16.947           | 508,86     | 33               | –       | –                         |